# Lago Cohoha
El Lago Cohoha (en francés: Lac Cohoha; o bien lac Cyohoha Sud o Tshohoha) es un pequeño lago en el África central, compartido entre la Provincia Oriental en el sur de Ruanda y la provincia de Kirundo en el norte de Burundi - como el lago Rweru, situado un poco más al este. También hay un lago Cohoha Norte o Cyohoha Norte, con mucho menos extensión, que se encuentra más al norte como su nombre lo indica.